# Agathia discriminata
Agathia discriminata är en fjärilsart som beskrevs av Walker 1861. Agathia discriminata ingår i släktet Agathia och familjen mätare. Inga underarter finns listade i Catalogue of Life.